# Asphondylia neomexicana
Asphondylia neomexicana är en tvåvingeart som först beskrevs av Cockerell 1896.  Asphondylia neomexicana ingår i släktet Asphondylia och familjen gallmyggor. Inga underarter finns listade i Catalogue of Life.